# チームZST
チームZST（チームゼスト）は、総合格闘技団体 ZST を主戦場としている選手達が他の団体等に出場する際のバックアップチーム名である。特にジム等はなく、各自所属チームは別にある。
所英男がDREAMに出場する際は、チームメイトの奥出雅之と勝村周一朗や金原正徳がセコンドとしてバックアップすることが多かった。藤原敬典、清水俊一もチームZSTと名乗っていた。